# Entoni Gejts (Urgentni centar (američka TV serija))
Entoni "Toni" Gejts je izmišljeni lik iz televizijske serije Urgentni centar koga je tumačio glumac Džon Stamos. Stamos se priključio tokom 12. sezone pojavljivajući se u raznim delovima, a potom je unapređen u glavnu postavu na početku 13. sezone.

## Bolničarska pojava
Pošto Stamos nije tada bio dostupan za duže pojavljivanje u seriji, njegov lik je predstavljen kao bolničar. U Gejtsovoj prvoj pojavi u seriji, jedna bolničar mu je opečen dok je pokušao da pomogne mladoj žrtvi otmice. Gejts je prebacio devojku u Opštu bolnicu posle hapšenja otmičara. Dok je pomagao u lečenju devojke, Gejts je upoznao dr. Nilu Razgotru. U početku je izgleda Nilu razdraživao Gejts, ali su se njih dvoje na kraju sprijateljili. Gejts je kasnije otkrio Nili da je student i da provodi vreme sa bolničarima dok ne diplomira. U epizodi "Dva broda", kada su dva vazduhoplova pala u Čikagu, Gejts i Nila su ponovo naporno radili zajedno, ali ovog puta na terenu. Gejts je bio gadno povređen kada je zgrada u požaru (u koju je uleteo da bi spasio jednu ženu) pukla. Nila je bila prisiljena da mu uradi tešku operaciju jetre na terenu. Gejts se na kraju oporavio.

## Bolnički život
Stamos je ponovo počeo da tumači ulogu Gejtsa na početku 13. sezone. Njegova jaka volja i česti pobunjenički stav doveo ga je u nekoliko sukoba sa odeljenskim lekarom dr. Gregorijem Pratom koji ga je nekoliko puta nazivao "kauboj". Ovo je omogućilo ikonski odraz Pratovog ranijeg sličnog odnosa sa Lukom Kovačem i Džonom Karterom. Toni se ponovo spojio sa Nilom i izbile su varnice. Njih dvoje su se izbegavali, ali su na kraju ušli u vezu. To je počelo da uznemirava Reja Barneta koji je takođe gajio izvesna osećanja prema Nili, ali nikad nije mogao da joj kaže.
Otkriveno je da je Toni imao devojku Meg koja je iskoristila novac od osiguranja pokojnog supruga kako bi njemu platila fakultet. Ona ima ćerku Saru koja Tonija više voli kao najboljeg druga nego očinsku figuru. Tonijev i Megin odnos je prvo bio opušten prijateljski preko njenog supruga koji je bio Tonijev drug iz Zalivskog rata. Nakon pogibije njenog supruga, Toni je odlučio da živi sa Meg i njenom ćerkom da bi im pomagao. Toni je na kraju postao prisan sa Meg. Meg je očigledno gajila velike nade da će Toni omogućiti više za svoju porodicu. Toni nije pominjao svoj lični život u bolnici, a za to nije znala čak ni Nila.
Toni je uhvaćen na delu sa Nilom kad su proveli Dan zahvalnosti kod njega i Meg u stanu. Ljubomora i bes su iskočili kad je Meg htela da se osveti Toniju i Nili. Na kraju je Toni ostavio Meg zbog Nile, ali je uspeo da ostane u Sarinom životu.
U epizodi "Šum na srcu", Tonija je zvala preplašena Sara i rekla da joj je majka u nesvesti. Uprkos naporima svih, Meg je na kraju umrla od namerno unete prekomerne količine lekova, a Toniju su ostale preplavljenost krivicom i Sara. Poslednje što je Meg rekla Toniju pre nego što je sklopila oči bilo je "Sara je tvoja" čime je natuknula da je Toni njen rođeni otac. Ipak, ispitivanje očinstva je dokazalo suprotno.
Više o Gejtsovom životu je otkriveno kada je on dozvolio svom ocu, bivšem vatrogascu i pijanici koga je tumačio Stejsi Kič, da se useli kod njega i Sare. Toni je kasnije izbacio oca jer je saznao da je vozio Saru u bioskop pijan. Očevo bunjenje je dovelo do tuče tokom koje je Toni opravdao tuču svog oca objašnjavajući da je kao vatrogasni kapetan izazvao smrt jednog mladog vatrogasca zbog greška koju je napravio pijan. Toni je počeo da razmišlja o zakonskim koracima posle razgovora sa svojim zastupnikom o Sari koja je htela da ostane kod njega uprkos željama svoje babe i dede. Na kraju sezone su se Megini roditelji ipak pojavili sa zakonskim spisima i odveli Saru, a da nisu ni popričali sa Tonijem, govoreći da će tako biti lakše. Toni je bezuspešno pokušao da se bori, ali je uverio Saru da će je posećivati kad god bude mogao. Prevareni Toni je počeo da smišlja tužbu za starateljstvo.
Tokom sezone je Toni pokušao da obuzda svoj problematični odnos sa Nilom koji je postao ozbiljno zategnut jer se ona Reju Barnetu i dalje sviđa.Na Lukinoj i Ebinoj svadbi su se Toni i Rej potukli pijani u kafani jer se nisu voleli. Zbog toga je Nila na kraju raskinula sa Tonijem jer je ionako htela da odabere Reja. On je kasnije pokušao da se pomiri sa Nilom jer se nadao da će ostati samo prijatelji. Na protivratnom skupu na kom je Nila bila i ona je izbio prasak koji je doveo do ogromne pometnje. Toni se probijao kroz gomilu i očajnički je pokušavao da se probije kroz stampedo kako bi je spasio da je ne izgaze. Gejtsa se takođe izdrao i udaraio čoveka koji je izazvao to pa ga je besni dr. Moreti prebacio iz Urgentnog centra na Intenzivnu negu. Kasnije je deda devojčice koja je umrla u tom stampedu zadavio tog kretena jer je shvatio ko je zbog Gejtvosih postupaka. Iako je Toni bio prebačen iz Urgentnog centra, on se sprijateljio sa dečakom koji je imao retku i neizlečivu bolest, a njegov jak rad tamo i drugi slučajevi su doveli do toga da dr. Prat preporuči dr. Moretiju da ga vrate u Urgentni centar. Gejts se tada vratio u Urgentni centar i počeo da se zabavlja sa mladom dušebrižnicom slobodnog duha Džulijom, a Sarina baba ga je zamolila da je vrati u Čikago jer je počela da beži sa salaša kao i njena pokojna majka. Sarina baba se kasnije naljutila na njega jer je rekao njenom suprugu da ode na operaciju zbog srca, ali su se na kraju pomirili pa je Gejts rekao da poslušaju i mišljenje dr. Morisa. Gejts i Džulija su raskinuli pa je ona otišla u Nepal na dugo duhovno oporavljanje pa su on i Samanta Tagart započeli polne odnose njenim poljupcem. Nakon što je Gejts rekao Sem da se odaljava od njega, oni su započeli i zreliju vezu iako ih je bolnička kamera snimila kako opšte.
Već prvog dana sa novom načelnicom Urgentnog centra Ketrin Benfild u 15. sezoni, Toni Gejts i skupina stažista je lečina bio-teroristu sa slomljenom nogom kome je slučajno ispala torba puna opasnog ricina. Toni i stažisti su bili prinuđeni da ostanu odvojeni u sobi dok su Benfildova, Arči Moris, Samanta Tagart i Nila Razgotra pomogli u spašavanju. Posle čišćenja je otkriveno da nije bilo dovoljno ricina da se sastavi i uđe u pluća da bi napravio zarazu pa je Sem bilo lakše jer je brinula za Tonija.
Kad je Aleks imao saobraćajnu nesreću, Tonijeva i Semina veza se prekinula, a Sem je donela odluku da se odseli uprkos Tonijevim izvinjenjima što je pustio Aleksa napolje te noći iako mu je ona rekla da ga ne pušta. Toni je otkrio prošlost jednog bolesnika iz Urgentnog centra jer je bio odlikovan i ranjavan bivši borac iz Iraka pa je uspeo da mu pomogne. Toni je kasnije spavao sa stažistkinjom Darijom Vejd i bilo mu je žao zbog toga pa je to rekao Sem, a Dariji je nežno stavio do znanja da voli Sem i da želi da popravi njihov odnos.
Stvari između Gejtsa i Sem su se izgleda popravile jer se nisu više mnogo svađali i stalno su se gledali kad god su bili u blizini jedno drugog.
U epizodi "I na kraju..." je Gejts poklonio Sem popravljena kola za rođendan. Javila se jaka naznaka da će se pomiriti.